# Нундей (Техас)
Нундей (англ. Noonday) — місто (англ. city) в США, в окрузі Сміт штату Техас. Населення — 612 особи (2020).

## Географія
Нундей розташований за координатами 32°14′33″ пн. ш. 95°23′45″ зх. д. / 32.24250° пн. ш. 95.39583° зх. д. (32.242552, -95.395721).  За даними Бюро перепису населення США в 2010 році місто мало площу 4,86 км², з яких 4,81 км² — суходіл та 0,05 км² — водойми. В 2017 році площа становила 5,45 км², з яких 5,40 км² — суходіл та 0,05 км² — водойми.

## Демографія
Згідно з переписом 2010 року, у місті мешкало 777 осіб у 300 домогосподарствах у складі 234 родин. Густота населення становила 160 осіб/км².  Було 324 помешкання (67/км²).
Расовий склад населення:
| - 87,5 % — білих - 9,4 % — чорних або афроамериканців - 0,3 % — вихідців з тихоокеанських островів - 0,3 % — корінних американців - 0,3 % — азіатів |

До двох чи більше рас належало 1,8 %. Частка іспаномовних становила 6,0 % від усіх жителів.
За віковим діапазоном населення розподілялося таким чином: 23,4 % — особи молодші 18 років, 63,7 % — особи у віці 18—64 років, 12,9 % — особи у віці 65 років та старші. Медіана віку мешканця становила 40,8 року. На 100 осіб жіночої статі у місті припадало 99,2 чоловіків;  на 100 жінок у віці від 18 років та старших — 99,0 чоловіків також старших 18 років.
Середній дохід на одне домашнє господарство  становив 69 628 доларів США (медіана — 63 750), а середній дохід на одну сім'ю — 83 698 доларів (медіана — 81 667). Медіана доходів становила 45 769 доларів для чоловіків та 37 130 доларів для жінок. За межею бідності перебувало 5,8 % осіб, у тому числі 7,6 % дітей у віці до 18 років та 2,0 % осіб у віці 65 років та старших.
Цивільне працевлаштоване населення становило 307 осіб. Основні галузі зайнятості: освіта, охорона здоров'я та соціальна допомога — 20,5 %, фінанси, страхування та нерухомість — 16,9 %, роздрібна торгівля — 16,0 %.